# Белявин Евель Самуїлович
Евель Самуїлович Белявин (3 травня 1920 — 10 вересня 1972) — радянський льотчик-бомбардувальник, Герой Радянського Союзу (1944).

## Життєпис
Народився 3 травня 1920 року в місті Борисов (нині Мінської області Білорусії) у родині робітників. Єврей. Закінчив неповну середню школу, аероклуб. Працював слюсарем на заводі.
З 1938 року у РСЧА. Закінчив Борисоглібську школу льотчиків у 1939 році.
З листопада 1941 року на фронтах німецько-радянської війни. Заступник командира ескадрильї 80-го гвардійського бомбардувального авіаційного полку (1-ша гвардійська бомбардувальна авіаційна дивізія, 1-й бомбардувальний авіаційний корпус, 5-та повітряна армія, Степовий фронт), гвардії старший лейтенант Белявин до серпня 1943 року здійснив 153 успішних бойових вильоти на бомбардування аеродромів, річних переправ, скупчення військ противника.
Після війни продовжував службу у ВПС СРСР. В 1952 році закінчив вищі льотно-тактичні курси.
З 1972 року полковник Е.Белявин у запасі. Жив у Мінську. Помер 10 вересня 1972 року.

## Звання та нагороди
4 лютого 1944 року Евелю Самуїловичу Бєлявину присвоєно звання Героя Радянського Союзу.
Також нагороджений:
- орденом Леніна
- орденом Червоного Прапора
- орденом Олександра Невського
- орденом Вітчизняної війни І ступеня
- орденом Червоної Зірки
- медалями

## Przypisy
1. ↑  Указ Президиума Верховного Совета СССР «О присвоении звания Героя Советского Союза офицерскому составу военно-воздушных сил Красной Армии» от 4 февраля 1944 года [Архівовано 13 січня 2022 у Wayback Machine.] // Ведомости Верховного Совета Союза Советских Социалистических Республик : газета. — 1944. — 17 февраля (№ 10 (270)). — С. 1